# دايوو ك3

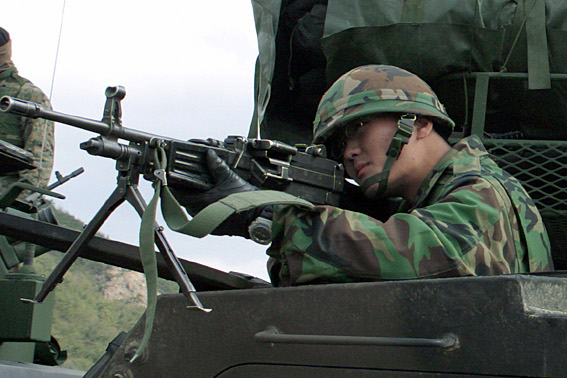
يستخدم الجندي الكوري الجنوبي دايوو ك3.

دايوو ك3 مدفع رشاش خفيف، كانت السّلاح الناري الأصلي الثالث طوّر في كوريا الجنوبية، بعد ك1أ وك2.

## المستخدمون
- فيجي
- إندونيسيا
- الفلبين
- كوريا الجنوبية

## وصلات خارجية
- K1 through K7 images
- K3 image at Modern Firearms